# Orthrus
Genre
Orthrus est un genre d'araignées aranéomorphes de la famille des Salticidae.

## Distribution
Les espèces de ce genre se rencontrent aux Philippines et en Malaisie au Sarawak,.

## Liste des espèces
Selon World Spider Catalog (version 18.0, 29/04/2017) :
- Orthrus bicolor Simon, 1900
- Orthrus calilungae Barrion, 1998
- Orthrus muluensis Wanless, 1980
- Orthrus palawanensis Wanless, 1980

## Publication originale
- Simon, 1900 : Études arachnologiques. 30e Mémoire. XLVII. Descriptions d'espèces nouvelles de la famille des Attidae. Annales de la Société Entomologique de France, vol. 69, p. 27-61 (texte intégral).